# Artem Olekszandrovics Dovbik
Artem Olekszandrovics Dovbik (ukránul: Артем Олександрович Довбик; Cserkaszi, 1997. június 21. –) ukrán válogatott labdarúgó, csatár, az AS Roma játékosa.

## Pályafutása

### Klubcsapatokban
Szülővárosának csapatában kezdte a labdarúgást, onnan került 2015-ben az FK Dnyipróhoz, ahol először a tartalékok között számoltak vele. A Cserkaszi Dnyipro együtteséven megnyerte az ukrán másodosztályú bajnokságot a 2014–2015-ös szezonban. 2016-ban rövid ideig kölcsönben szerepelt a moldáv Zaria Bălțiban, majd visszatért a Dnyipróhoz, ahol ezt követően a liga legjobb fiatal játékosának is megválasztották, a 2016-2017-es szezonban hatszor volt eredményes a csapat színeiben az élvonalban. A Dnyipro pénzügyi nehézségei következtében a másodosztályba esett vissza, Dovbik ott tizenkét alkalommal volt eredményes a 2017-2018-as szezonban. Miután szerződése lejárt, a dán Midtjylland játékosa lett, kölcsönben pedig szerepelt a szintén dán SønderjyskE csapatában is. 2020 nyarán visszatért hazájába és a Dnyipro-1 játékosa lett.
2024. augusztus 2-án az olasz AS Roma szerződtette és a klub első ukrán labdarúgója lett.

### A válogatottban
Többszörös utánpótlás-válogatott. A felnőtt válogatott keretébe először tizenkilenc éves korában kapott meghívót, de pályára ekkor nem lépett a nemzeti csapatban. 2021. március 31-én mutatkozott be a válogatottban egy Kazahsztán elleni világbajnoki selejtezőn. 2021. június 29-én, az Európa-bajnokság nyolcaddöntőjében a svédek ellen a találkozó hosszabbításának vége előtt, a 121. percben szerzett győztes, és továbbjutást jelentő gólt. Ez volt az első találata címeres mezben.

## Sikerei, díjai
Cserkaszi Dnyipro
- Ukrán másodosztály, bajnok: 2014–2015

Zaria Bălți
- Moldáv Kupa-győztes: 2016

Midtjylland
- Dán bajnok: 2017–2018
- Dán Kupa-győztes:  2018–2019

SønderjyskE
- Dán Kupa-győztes: 2019–2020

Egyéni elismerései
- Az ukrán Premjer Liha legjobb fiatal játékosa: 2016–2017